# Louis Vuitton (designer)
Louis Vuitton (født 4. august 1821 i Anchey, død 27. februar 1892 i Paris) var en fransk forretningsmand, designer og grundlægger af det verdensberømte og anerkendte luksusmærke Louis Vuitton.

## Biografi
Louis Vuitton blev født i en lille landsby i Frankrig ved navn Anchey, i det østlige Frankrig i bjergregionen Jura. Han kom fra en forholdsvis velhavende familie med forfædre, der talte snedkere, tømrere, landmænd og modehandlerinder. Hans far, Xavier Vuitton, var landmand, og hans mor, Coronne Gaillard, var modist. Hans mor døde, da han var 10 år. Hans far giftede sig igen, men Louis brød sig ikke om hans nye stedmor.

I 1835, da han var 13 år, stak han af til fods for at tage til Paris. Han gik i mere end 2 år og tilbagelagde mere end 400 kilometer. Undervejs havde han en masse småjob for at få råd til kost og logi. Da han var 16 år gammel i 1837 ankom han til Paris. Storbyen var noget helt andet end den lille landsby Louis kom fra, og alt var mere moderne og meget nyt for ham. Han blev taget i lære i værkstedet hos en succesfuld kuffertmager monsieur Marechal. Det tog ham et par år at lære, og da han havde lært det fik han et godt ry for at være god til det.

I 1851, 16 år efter Louis ankom til Paris, fik Vuitton et så godt ry, at kejser Napoleon III hyrede ham som kuffertmager og pakker for sin hustru kejserinde Eugenie De Montijo, en spansk grevinde. Han skulle pakke alle hendes fineste kjoler ned i de store flotte kufferter. I 1854 havde han fået en masse erfaring af sit arbejde for kejserinden, om hvordan man designede både flotte og praktiske tasker og kufferter. Samme år åbnede han sin første butik, hvor han med sin erfaring inden for tasker lavede praktiske vandtætte læder tasker med metal i hjørnerne og kanter, for at det skulle holde bedre. Den velhavende elite i Paris og resten af Europa kom til og købte taskerne, og efterspørgslen steg. Uden på butikken var et skilt hvor der stod "vi pakker de skrøbeligste ting fint, specialiseret i pakning af mode (sko og tøj)", som var hans første slogan. I 1858, fire år efter at han åbnede sin butik, besluttede han at designe en ny taske. Tasken var lavet af grå lærred i stedet for læder, den var derfor lettere, mere holdbar og bedre vandtæt og lugtfri. I modsætning til de tidligere kufferter som var mere ovale, var denne nye kuffert en rektangel, hvilket gjorde det lettere at transportere dem i toge og sporvogne, og de fleste mente at Vuittons kuffert var meget moderne. Fordi de nye kufferter var meget mere praktiske at transportere, fik de meget stor succes så Vuitton åbnede en butik i Asnieres en landsby uden for Paris i 1859. Han fik ikke kun personlige ordrer fra den franske adel, men også fra Ismail Pasha som var den daværende khediv i Egypten.
 
I 1870 blev Vuittons butikker midlertidigt aflukket af den fransk-preussiske krig og den efterfølgende belejring, hvilket gav plads til en blodig borgerkrig der ødelagde det franske imperium. Da belejringen var slut den 28. januar 1871 vendte Louis tilbage til sin butik i Asnieres, landsbyen lå i ruiner, hans personale var væk, hans udstyr var stjålet og butikken var ødelagt. Han genoprettede butikken 2 måneder senere på en ny adresse, 1 Rue Scribe. På nye adresse begyndte han at fokusere mere på luksus. På Rue Scribe tæt på hans nye butik, lå også den populære Jockey Club, hvilket var ret meget anderledes end hans placering i Asnieres. I 1872 var Vuittons nye kuffertdesign færdigt, en kuffert i beige lærred og røde striber. Den var enkel, men luksuriøs, og det nye design var begyndelsen på Vuittons store succes. De næste 20 års tid styrerede han butikken og designede tasker og kufferter i god kvalitet.

I 1885 åbnede han sin første butik i London på 289 Oxford Street. I 1892 den 27. februar døde Louis Vuitton, 70 år gammel, hans søn George Vuitton overtog firmaet, og designede i 1896 det i dag meget kendte LV logo. Det blev designet for at undgå forfalskninger, men i dag er det det mest forfalskede mærke på markedet og kun 1% af Louis Vuitton produkter på markedet er i dag ægte.

I 1900 designede og lancerede han en ny lås på en kvindetaske, som opnåede stor popularitet. I 1987 blev det dengang familieegede firma overtaget af LVMH, som var eget af franskmanden Bernard Arnault. Vuittons tipoldebarn Patrick Louis-Vuitton er i dag ansat i firmaet. I 1998 blev Mark Jacobs udnævnt til kreativ direktør for Louis Vuitton, og det lykkes ham at beholde den gamle kvalitet og de gamle snit, men stadig udvide designet og gøre det til sit eget. I Danmark er der en Louis Vuitton butik som ligger på Amagertorv i København. De laveste priser hos Louis Vuitton ligger omkring 1000 kr. for en nøglering og priserne går op til langt over 100.000 kr. for særligt fine tasker, kufferter og andre større ting.